# Itambacuri
Itambacuri este un oraș în Minas Gerais (MG), Brazilia.